# Indicolite
L'indicolite è un minerale, una varietà di elbaite ed è un silicato.

## Storia
Il minerale è conosciuto in Europa dal 1703 quando il minerale fu portato dallo Sri Lanka. Scarse sono le notizie della tormalina in epoche storiche, tuttavia vi sono degli esempi di intagli su tormalina raffiguranti animali risalenti all'epoca romana.

Dato che questo minerale è piezoelettrico come tutte le tormaline in passato si ritenne che questo minerale possedesse dei poteri occulti.
In nome del minerale deriva dal latino e allude al colore blu del minerale.

## Abito cristallino
Prismatico con delle striature verticali.

## Origine e giacitura
Le indicoliti si trovano nelle rocce granitiche, pegmatitiche, metamorfiche e sedimentarie e in scisti cristallini.

## Forme in cui si presenta in natura
L'indicolite può avere delle inclusioni che formano dei canaletti comunicanti detti "trichiti", pieni di liquido o di bolle gassose.
Alcuni campioni possono mostrare delle tonalità verde o una tinta fosca, tuttavia le varietà più pregiate sono i campioni color blu luminoso o azzurro.

## Caratteristiche chimico-fisiche
L'indicolite è piroelettrica, piezoelettrica e consta di pleocroismo.
Gli indici di rifrazione sono: 1,63-1,65 e 3,10-3,12.

## Il taglio
L'indicolite può essere tagliata in forma ovale, rotonda o a cabochon, in quest'ultimo caso per metterne in evidenza il gatteggiamento. L'indicolite viene usata anche per incisioni.

## Gemme simili
Nei casi di indicolite color blu intenso è facilmente imitabile da:
- zaffiro[1][2]
- spinello blu[2]
- cordierite[2]
- zircone blu[2]

Tuttavia negli altri casi non si conoscono altre gemme atte ad imitare perfettamente questo tipo di tormalina.